# Traditio longa manu
Traditio longa manu – sposób przeniesienia posiadania rzeczy, jednoznaczny z jej wydaniem, polegający na wydaniu dokumentów, które umożliwiają rozporządzanie tą rzeczą (np. konosamentu) lub wydaniu środków (np. kluczy do mieszkania), które dają faktyczną władzę nad tą rzeczą (art. 348 zd. 2 kodeksu cywilnego).